# Jacopo da Pontormo

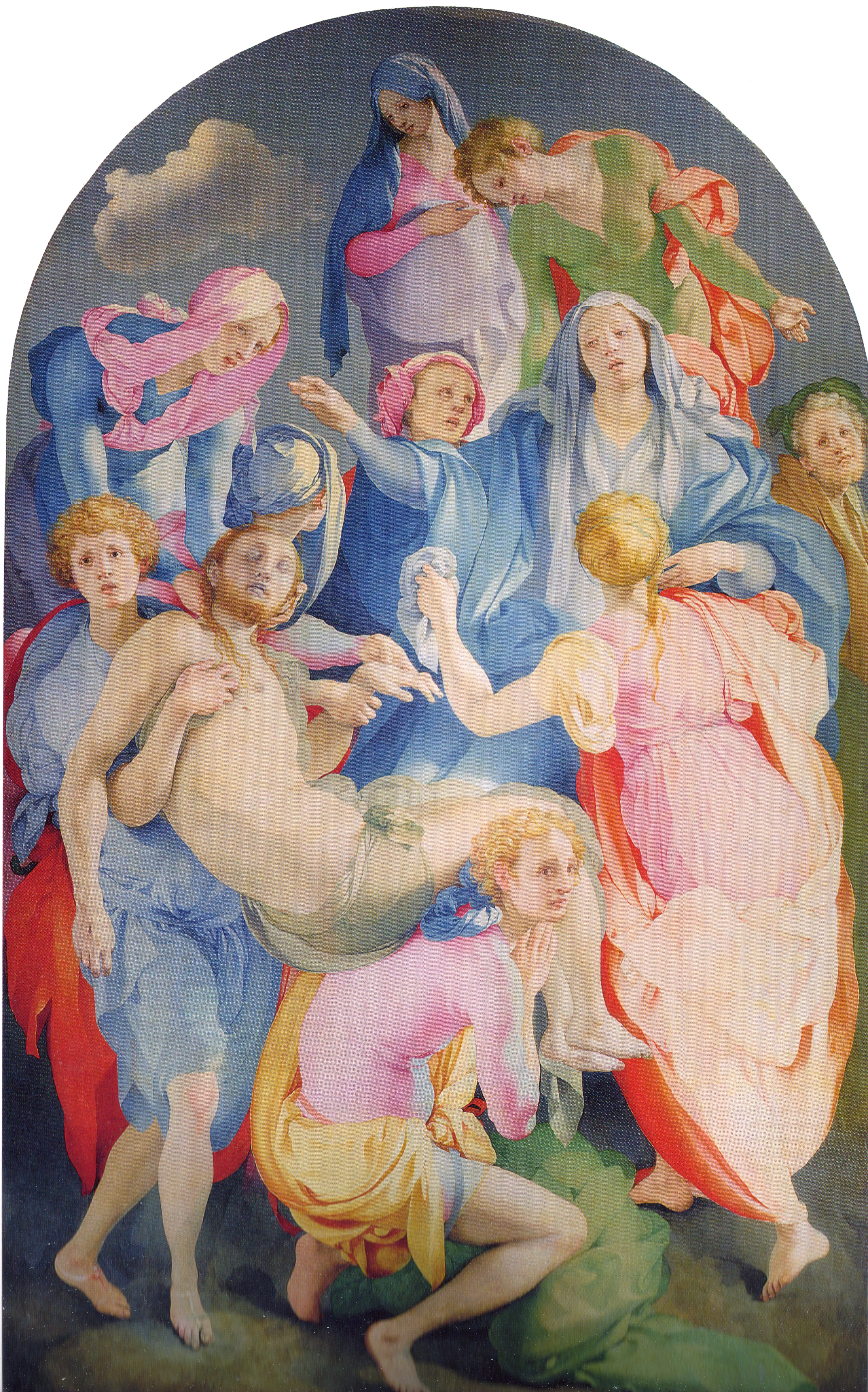
Kreuzabnahme Christi, Santa Felicità, Florenz

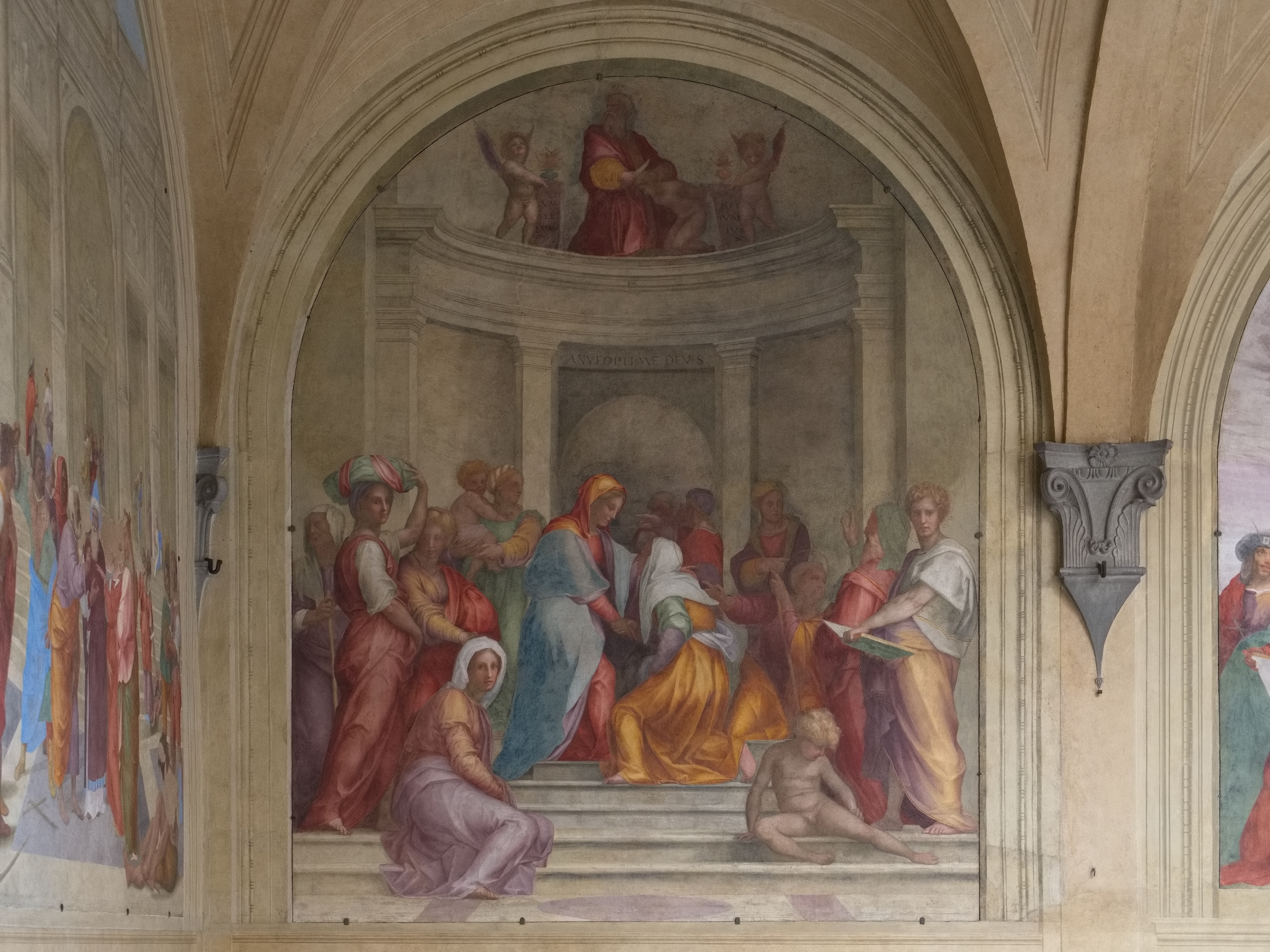
Die Heimsuchung Mariä, 1516, Fresko im Chiostrino dei Voti, Kirche Santissima Annunziata, Florenz

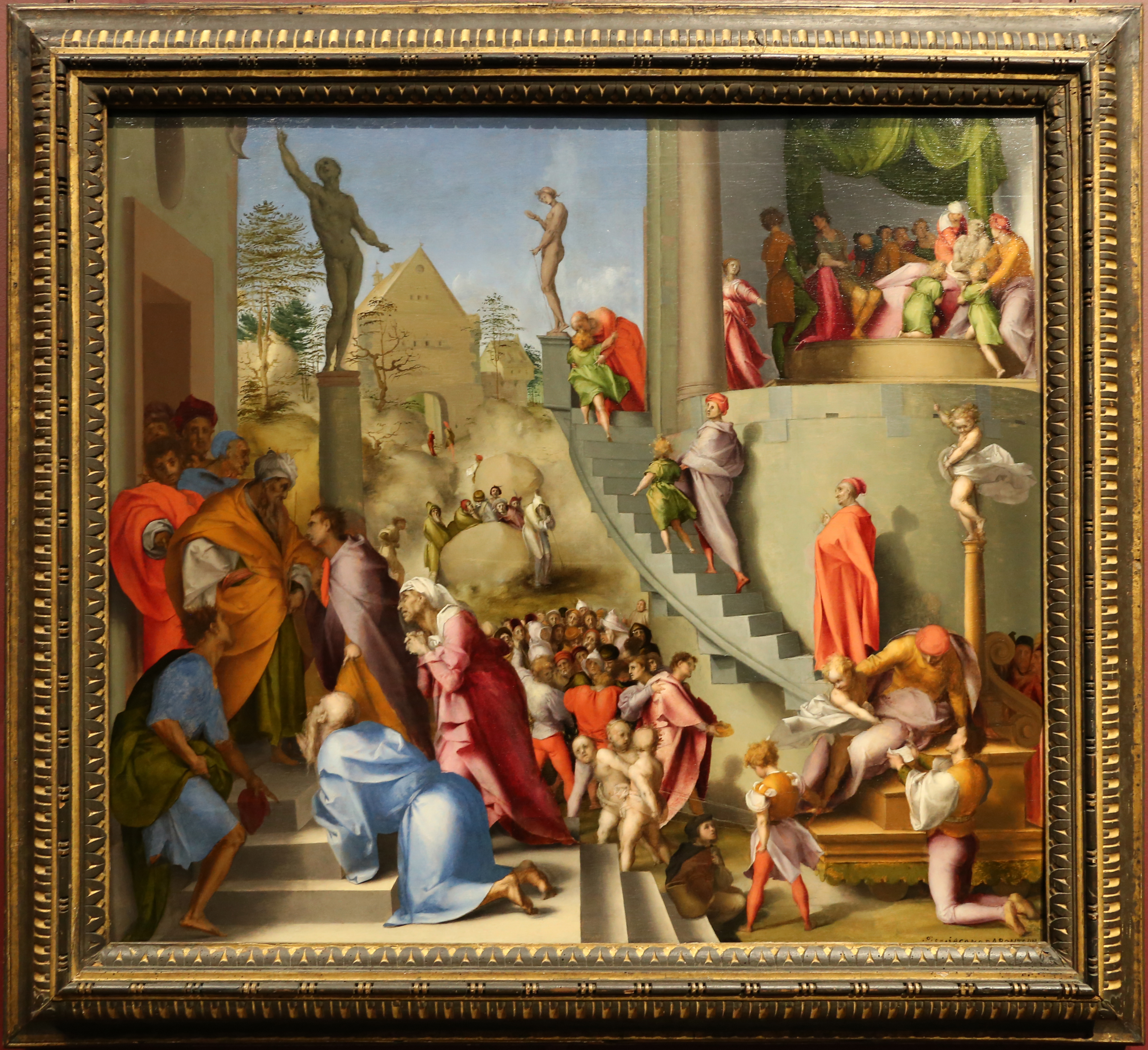
Josef in Ägypten, 1515–1518, National Gallery, London

Jacopo da Pontormo (* 24. Mai 1494 in Pontormo, heute ein Vorort von Empoli in der Provinz Florenz; † 2. Januar 1557 in Florenz, eigentlich Jacopo Carrucci di Pontormo) war ein italienischer Maler und neben Rosso Fiorentino, Agnolo Bronzino und Giorgio Vasari einer der Hauptvertreter des Florentiner Manierismus.
Er schuf zahlreiche Fresken, Altarbilder und Porträts. Ein Teil seines Werkes entstand im Auftrag der Medici.

## Leben und Wirken
Der am 24. oder 25. Mai (genaues Datum unbekannt) geborene Maler war der Sohn des Florentiners Bartolomeo di Jacopo di Martino Carucci und dessen Ehefrau Alessandra di Pasquale di Zanobi. Der Vater war Maler in der Werkstatt von Ghirlandaio, doch von ihm sind keine Werke bekannt. Genannt wird Pontormo nach seinem Geburtsort, der heute ein Vorort von Empoli in der Provinz Florenz ist. Als Jacopo fünf Jahre alt war, verstarb sein Vater, als er zehn war auch seine Mutter. Von diesem Zeitpunkt an lebte er bei seiner Großmutter Mona Brigida. Die Großmutter ließ ihn in Lesen, Schreiben und den Grundzügen der Grammatik unterrichten und brachte ihn 1508, also im Alter von 13 oder 14 Jahren bei einem entfernten Onkel in Florenz unter.

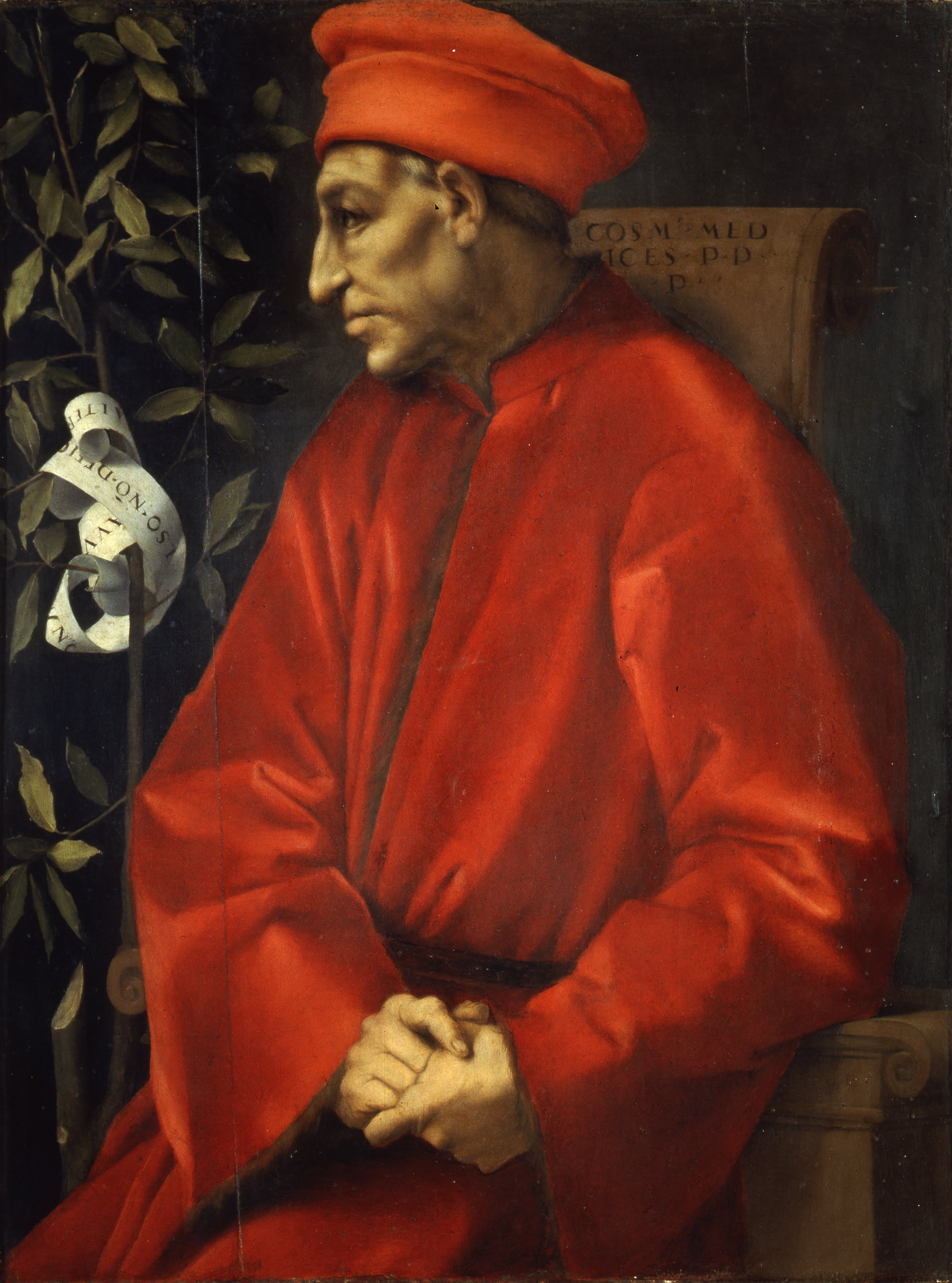
Cosimo der Ältere, um 1518, Uffizien, Florenz

Dort war er nacheinander Schüler von Leonardo da Vinci, Mariotto Albertinelli, Piero di Cosimo und Andrea del Sarto. Seine erste durch Zahlungsurkunden belegte Arbeit war ein Wappen Leos X. mit den Heiligen Fides und Caritas für die Kirche Santissima Annunziata in Florenz. Nach Vasari sah Michelangelo die Arbeit und spendete höchstes Lob. In der nächsten Zeit seines Schaffens erhielt Pontormo viele Aufträge von den Medici, für die er u. a. ein Porträt des Cosimo de’ Medici, genannt Il Vecchio malte, das zu seinen bekanntesten Werken zählt.

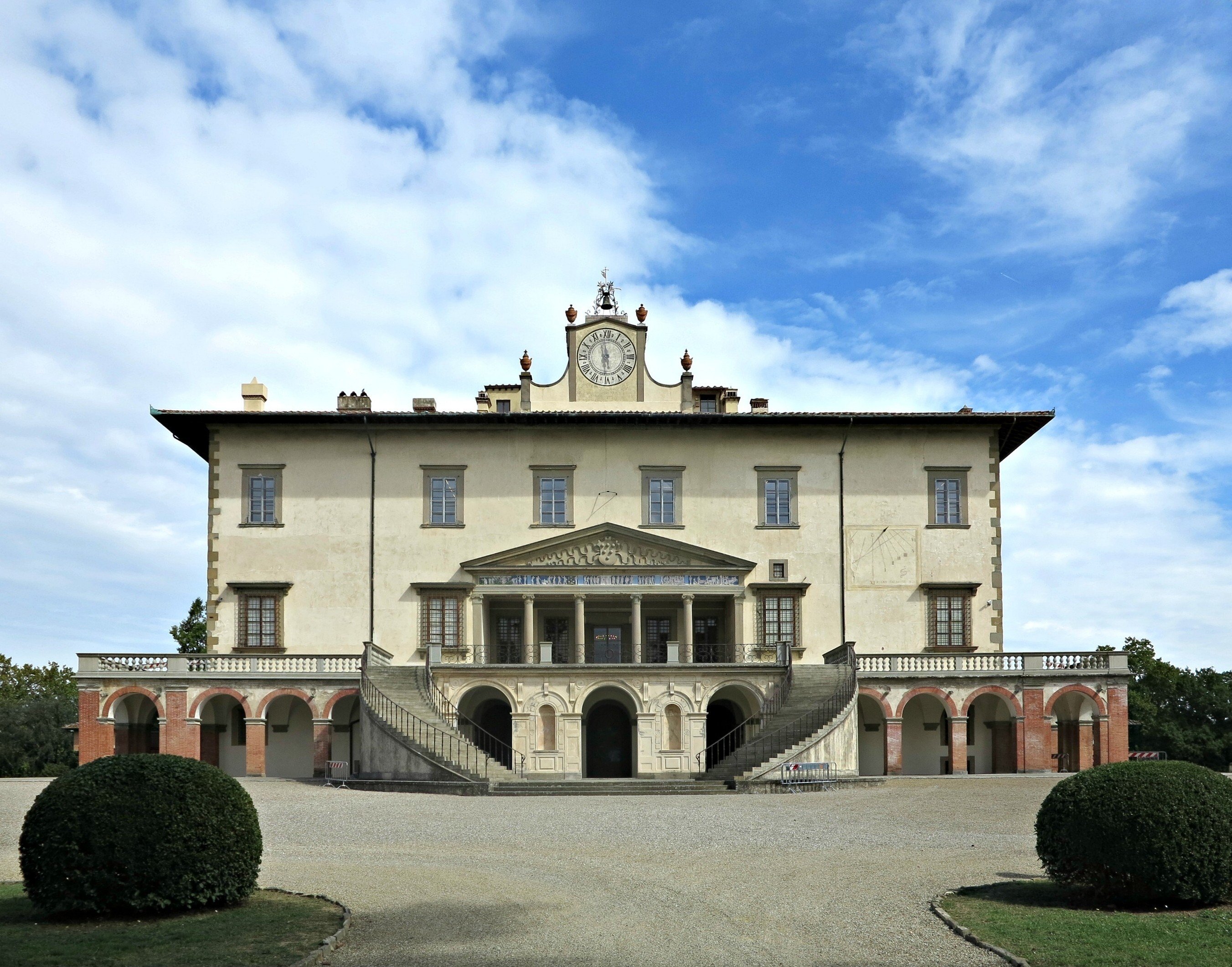
Villa Medici in Poggio a Caiano

1519 erhielt er mit anderen den Auftrag für die Ausstattung eines Saales in der Sommervilla der Medici in Poggio a Caiano. Thema seines Freskos ist Vertumnus und Pomona, mythologische Verkörperungen von Garten und jahreszeitlichen Veränderungen.
Während der großen Pest in Florenz stattete er den Kreuzgang der Karthause von Galuzzo mit einem Passionszyklus aus. Pontormos am besten erhaltenes Altarbild ist eine Grablegung Christi in einer Kapelle der Florentiner Kirche Santa Felicità, ein Auftrag des Gino Capponi. Das Bild gilt als ein Hauptwerk des Florentiner Manierismus.
Pontormos genaues Todesdatum ist nicht bekannt. Begraben wurde er am 2. Januar 1557 in der Kirche Santissima Annunziata in Florenz.
Sein Werk geriet in Folge in Vergessenheit, bzw. wurde wegen einer nicht zuletzt durch die vernichtende Kritik seines Biographen Giorgio Vasari bedingten, langen Abwertung seiner Malerei im Besonderen und des Manierismus im Allgemeinen in der Kunstgeschichtsschreibung wenig geschätzt. Eine Wende in der Wertschätzung des Malers begann erst mit den 1912 erschienenen Studien des amerikanischen Kunsthistorikers Frederick Mortimer Clapp zu Pontormos Bild der Grablegung Christi.

## Rezeption in Kunst und Literatur
Pontormos Bild der Kreuzabnahme Christi ist neben Rosso Fiorentinos Bild desselben Themas (1521) Ausgangspunkt für Pier Paolo Pasolinis Film La Ricotta (Der Weichkäse) von 1962.
1995 adaptierte Bill Viola Pontormos Bild der Heimsuchung (1528/29) für seine Videoinstallation The Greeting (Loop von ca. 10 Minuten), die im selben Jahr auf der Biennale von Venedig Premiere hatte.
Das 2014 für Deutschlandradio Kultur entstandene experimentelle Hörspiel Pontormos Sintflut von Frieder Butzmann und Michael Glasmeier basiert auf Pontormos Tagebuch Il Libro Mio, in dem Pontormo neben seinen Essgewohnheiten und körperlichen Befindlichkeiten lakonisch Ereignisse aus seinem Lebensalltag notiert hat.

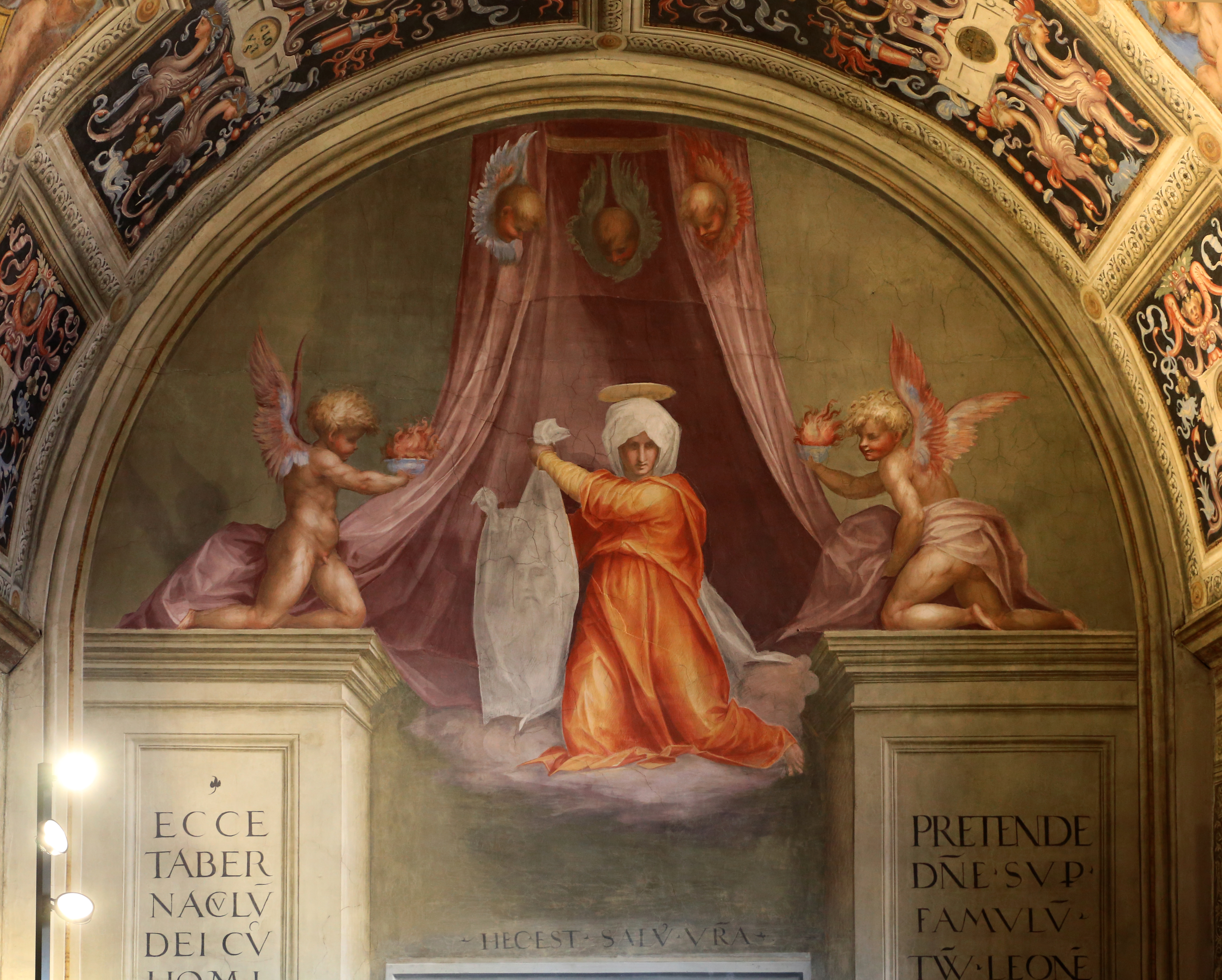
Hl. Veronika, um 1515, Cappella dei Papi, Santa Maria Novella, Florenz

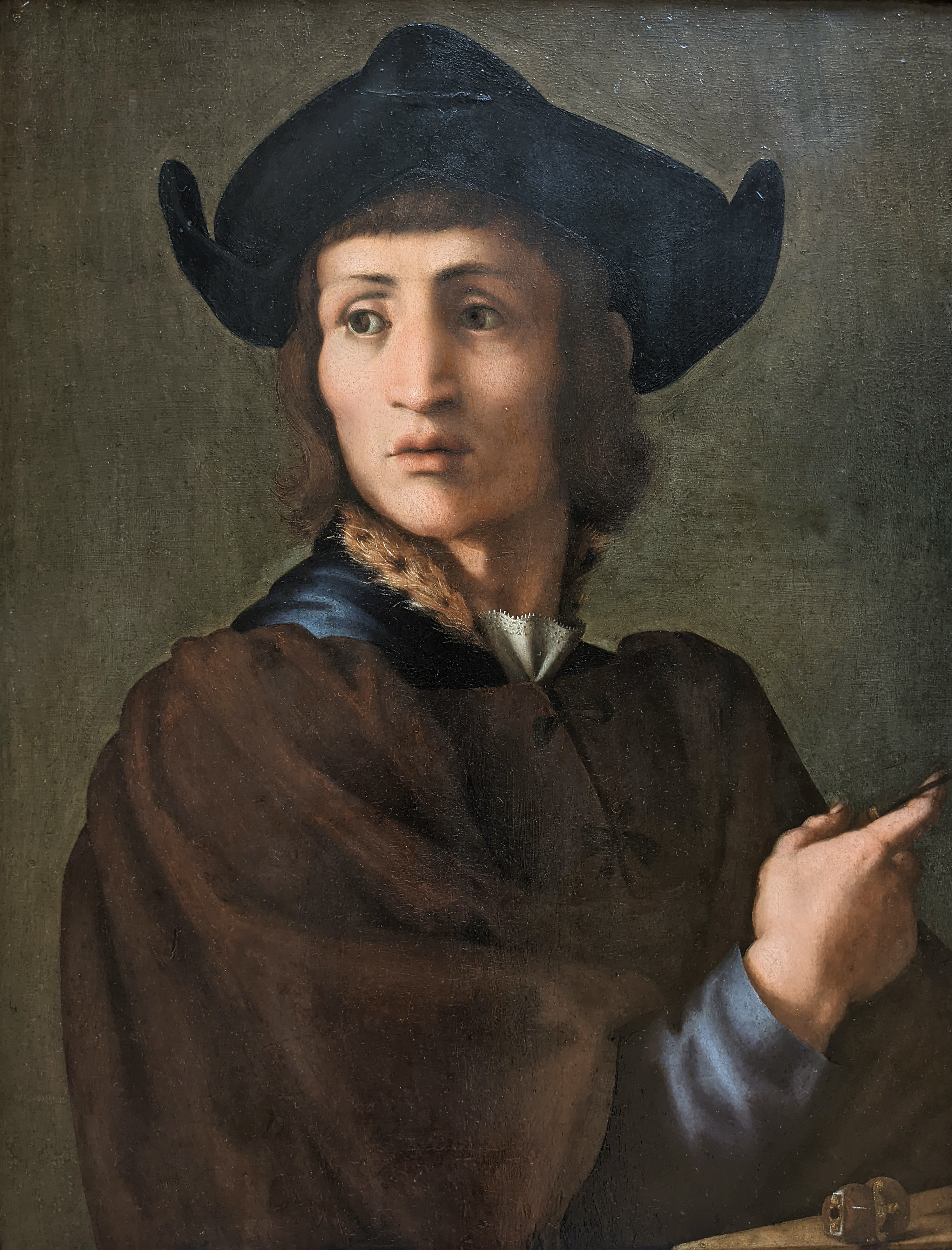
Portrait eines Juweliers, 1517, Louvre, Paris

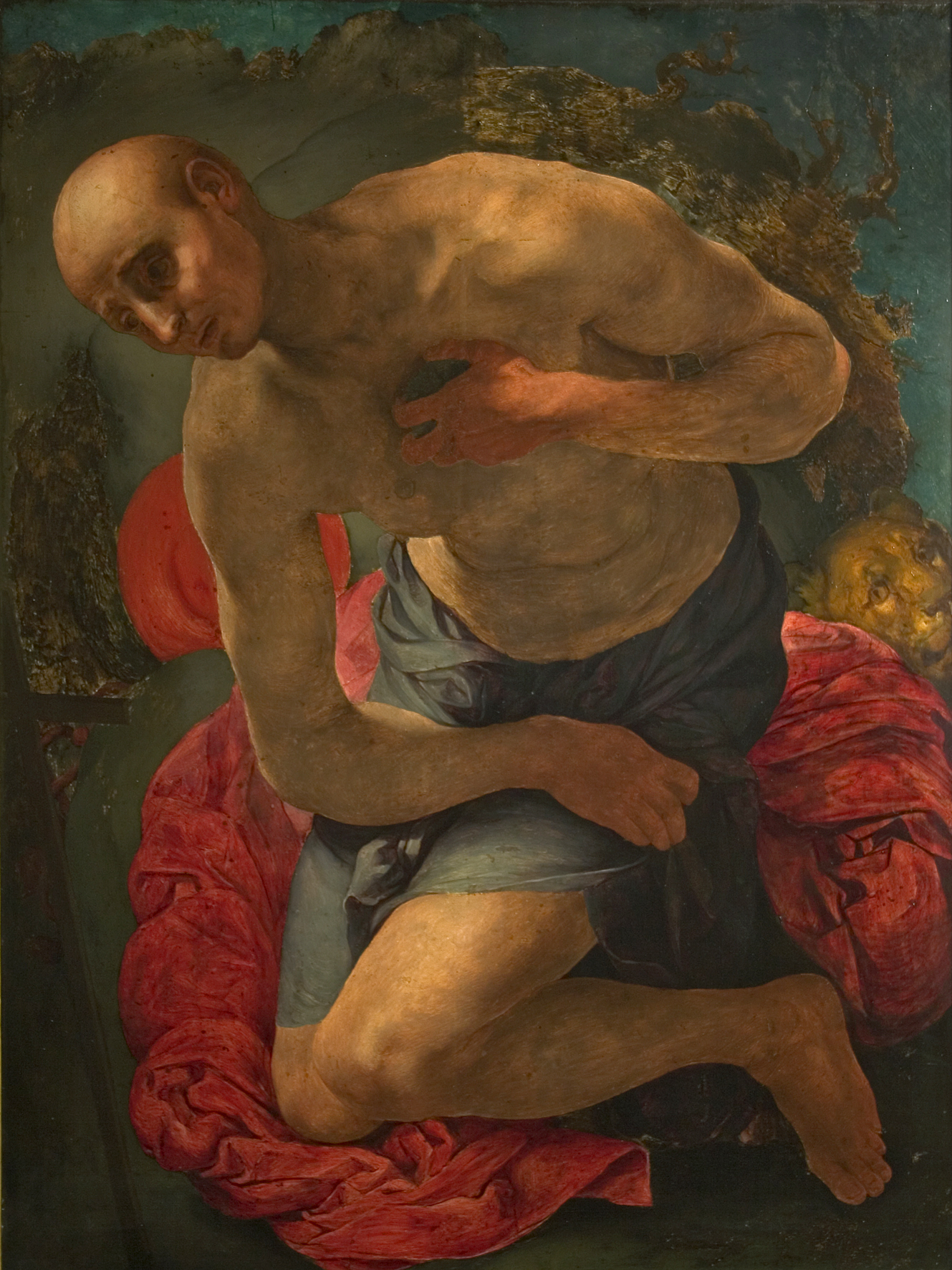
Büßender Hl. Hieronymus, um 1528/29, Landesmuseum Hannover

## Werke
- Heimsuchung, 1514–1516, Fresko, 392 × 337 cm, Santissima Annunziata, Florenz
- Josef in Ägypten,  93 × 110 cm, 1515–1518, National Gallery, London
- Cosimo de’Medici il Vecchio, um 1518, Holz, Holz, 87 × 65 cm. Galleria degli Uffizi, Florenz
- Erzengel Michael, um 1518–1519, Fresko, 173 × 59 cm. San Michele, Pontormo
- Vertumnus und Pomona, 1519/1521, Fresko. Villa Medici, Poggio a Caiano
- Anbetung der Könige, um 1520, Holz, 85 × 191 cm. Palazzo Pitti, Florenz
- Bildnis eines jungen Mannes, um 1522–1525, Holz, 85 × 61 cm. Pinacoteca Civica, Lucca
- Heimsuchung, 1528–1529, Öl auf Holz, 202 × 156 cm, Kloster San Michele e Francesco, Carmignano
- Der Heilige Hieronymus als Büßer, um 1528/29, 105 × 80 cm, Niedersächsisches Landesmuseum Hannover.
- Bildnis eines Kardinals, um 1532, Holz, 103 × 86 cm. Galleria Borghese, Rom
- Der Hellebardier, 1529–1530, J. Paul Getty Museum, Los Angeles
- Benjamin am Hofe Pharaos, um 1546. Palazzo del Quirinale, Rom

## Ausstellungen
- Pontormo, Bronzino, and the Medici. – The transformation of the Renaissance portrait in Florence. Carl Brandon Strehlke (Hrsg.). Mit Essays von Elizabeth Cropper. Pennsylvania State University Press, Philadelphia, Pa. 2004. Katalog zur Ausstellung, Philadelphia Museum of Art 2004.
- Pontormo. Meisterwerke des Manierismus in Florenz.Bastian Eclercy (Hrsg.): Katalog zur Ausstellung im Niedersächsischen Landesmuseum Hannover vom 27. Januar bis zum 5. Mai 2013. Hannover, Petersberg 2013.
- Pontormo und Rosso Fiorentino im Palazzo Strozzi. Florenz, Palazzo Strozzi, 2014.